# Terrassements de Newark
Newark Earthworks

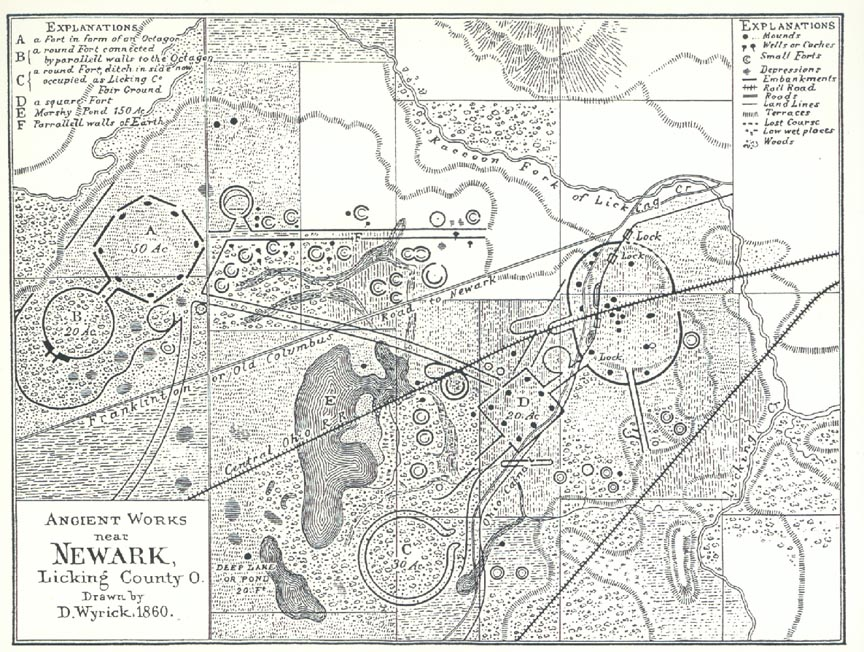
Plan d'ensemble des ouvrages de Newark, avant leur destruction partielle, dressé en 1860.

Les terrassements de Newark (Newark Earthworks), ou ouvrages de terre de Newark, sont un site archéologique précolombien à Newark et à Heath, dans l'Ohio, aux États-Unis. Ils comportent trois types d'ouvrages préservés : les terrassements du Grand Cercle, ceux de l'Octogone et les terrassements Wright.
Ce complexe, construit par une population de la culture Hopewell entre 100 av. J.-C. et 400 apr. J.-C., contient les plus grands enclos en terre au monde et s'étendait sur environ 1 200 hectares au total. Moins de dix pour cent de la totalité du site a été préservé depuis la colonisation euro-américaine ; la zone préservée comprend un total de 83 hectares. L'Octogone de Newark et les terrassements du Grand Cercle sont gérés par l'Ohio History Connection.
Les ouvrages de terre de Newark sont inscrits comme Monument historique national. Ils sont également inscrits en 2006 comme « monument préhistorique officiel de l'État de l'Ohio ».
Cet ensemble fait partie du Hopewell Ceremonial Earthworks, l'un des quatorze sites proposés en janvier 2008 par le Département américain de l'intérieur pour une éventuelle soumission des États-Unis sur la Liste du patrimoine mondial de l'UNESCO.

## Histoire
Exécutés par un peuple de la culture Hopewell entre 100 BCE et 400 CE, ces ouvrages de terrassement ont été utilisés par les Amérindiens autochtones comme lieux de cérémonie, de rassemblement social, de commerce, de culte et pour honorer les morts. On croyait que le but principal de l'ouvrage en terre de l'Octogone était scientifique. Les chercheurs ont démontré que les ouvrages de terre octogonaux comprennent un observatoire lunaire pour suivre l'orbite de la lune au cours de son cycle de 18,6 ans.
Bien que limité, le site de Newark Earthworks est le plus grand complexe de terrassement Hopewell subsistant en Amérique du Nord. Cette culture a construit de nombreux monticules de terre. Pendant des décennies, ils ont construit ce qui est le plus grand complexe d'enceintes de terrassement dans la vallée de la rivière Ohio . Les travaux de terrassement couvrent plusieurs kilomètres carrés.
Le complexe est l'un des nombreux monuments antiques amérindiens identifiés et étudiés pour la Smithsonian Institution au milieu du XIXe siècle par Ephraim G. Squier et Edwin Hamilton Davis, de 1837 à 1847. Leur travail était intitulé Ancient Monuments of the Mississippi Valley.
Cette étude des « Mound Builders » préhistoriques d'Amérique du Nord a été un déclencheur dans la recherche scientifique américaine et le développement précoce de l'archéologie en tant que discipline scientifique. Ce livre était le premier volume de la série Contributions to Knowledge de la Smithsonian Institution et la première publication de l'institution.

## Terrassements du grand cercle

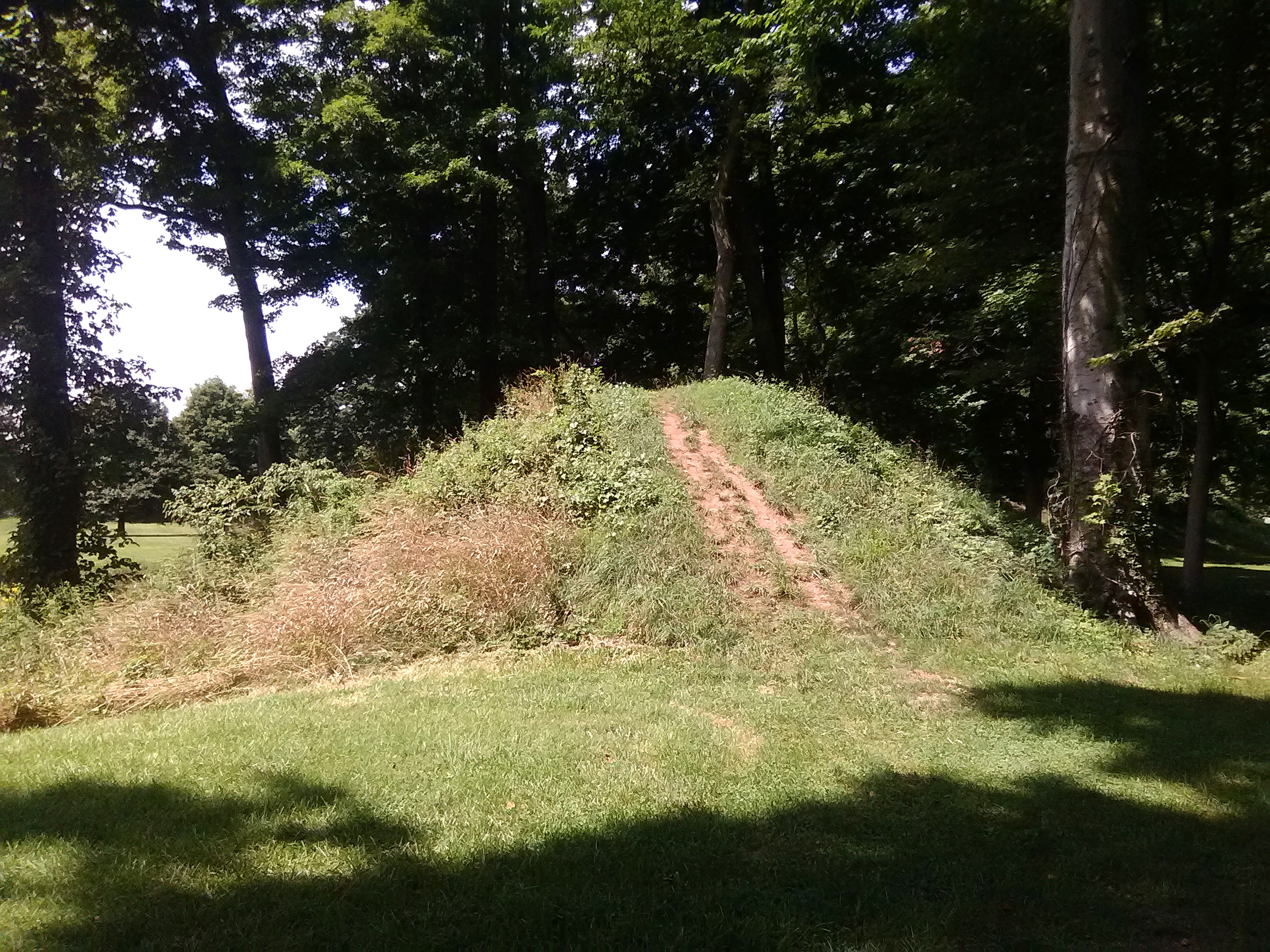
Un monticule dans le Grand Cercle.

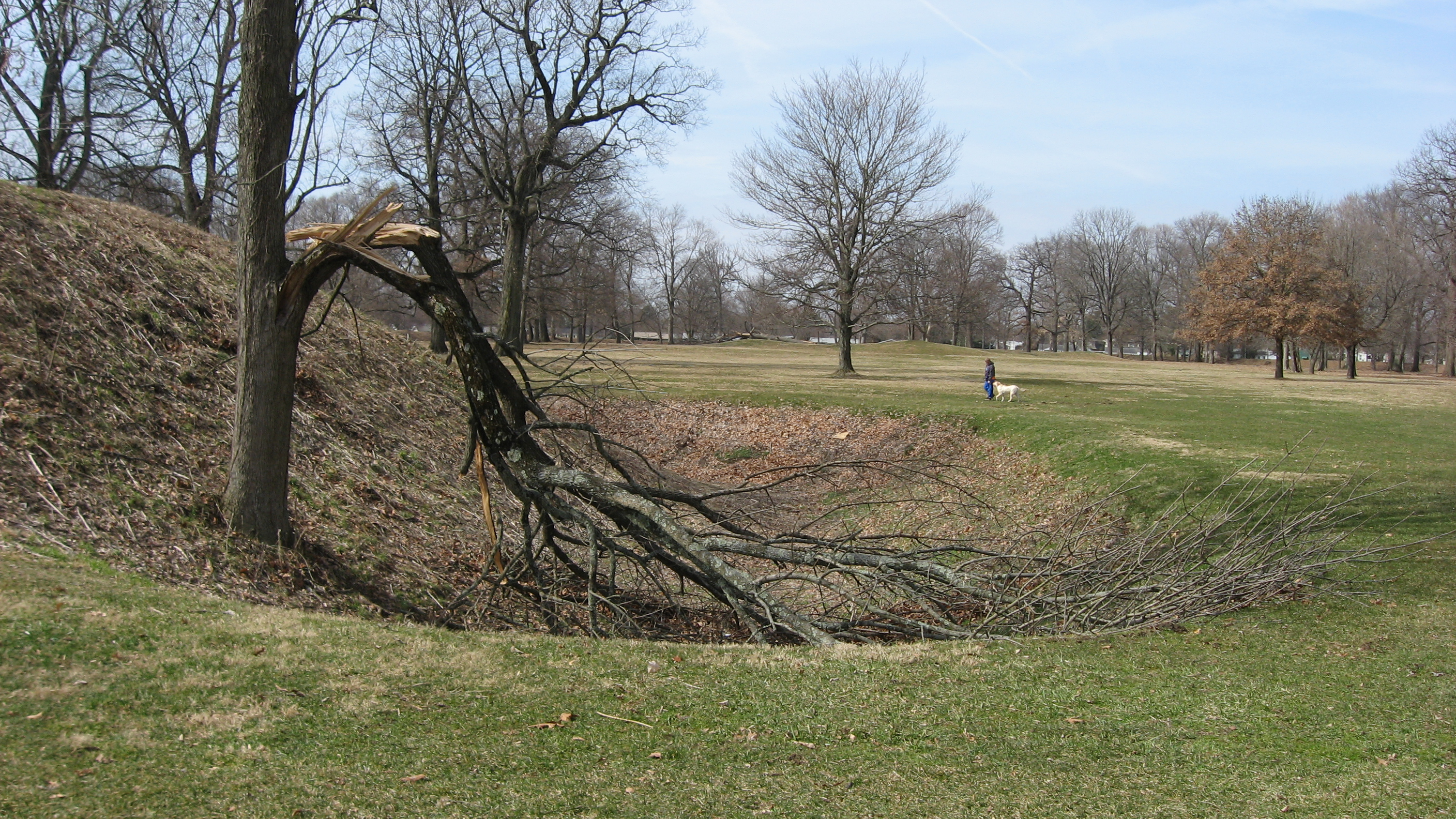
Un bord du Grand Cercle avec son fossé.

Le « Grand Cercle » en terre est situé à Heath mais fait partie des ouvrages de terre de Newark. Le Grand Cercle mesure 1 200 pieds (365,76 mètres) de large. C'est l'un des plus grands ouvrages en terrassement circulaire des Amériques, du moins en termes de construction. Un fossé de 5 pieds (1,524 m) de profondeur est entouré de murs de 8 pieds (2,4384 m) de haut ; à l'entrée, les dimensions sont encore plus grandes.
Les chercheurs ont utilisé l'archéogéodésie et l'archéoastronomie pour analyser les emplacements, les alignements, les dimensions et les distances entre les terrassements. Cette recherche a révélé que les cultures préhistoriques de la région avaient une compréhension scientifique avancée qu'elles utilisaient comme base de leur construction complexe.

## Terrassements de l'Octogone
La structure de l'« Octogone » se compose d'un monticule observatoire (relié au bord sud-ouest du cercle de l'observatoire), d'un cercle observatoire de 20 acres, et de l'Octogone connecté, de 50 acres. L'Octogone comporte huit murs de 550 pieds (167,64 m) de long, de 5 pieds (1,524 m) à 6 pieds (1,8288 m) de haut. L'Octogone est relié au cercle de l'observatoire par des murs parallèles.

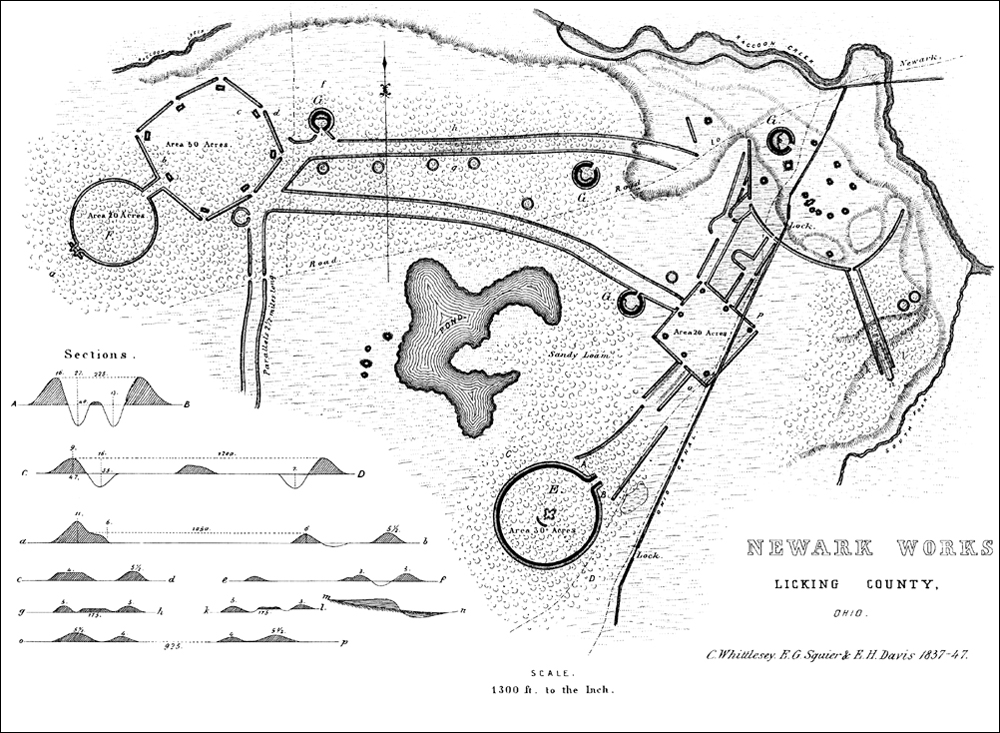
Plan de l'ouvrage au XIXe siècle.

En 1982, des chercheurs du Earlham College de Richmond, dans l'Indiana ont conclu que le complexe était un observatoire lunaire, conçu pour suivre les mouvements de la lune, y compris le point le plus au nord du cycle de 18,6 ans de l'orbite lunaire. Vue du monticule de l'observatoire, la lune se lève à ce moment-là à moins d'un demi-degré du centre exact de l'octogone. Le terrassement est deux fois plus précis que le complexe de Stonehenge, si  Stonehenge est un observatoire, ce qui n'est pas sûr.
De 1892 à 1908, l'État de l'Ohio a utilisé l'Octogone comme lieu de campement de la milice. Immédiatement après cela, le Newark Board of Trade devient propriétaire du site, jusqu'en 1918. En 1910, ils louent la propriété au Mound Builders Country Club (MBCC), qui transforma le site en terrain de golf. À la suite d'une affaire judiciaire du comté de Licking, un agent fiduciaire est nommé pour gérer la propriété de 1918 à 1933.
En 1997, l'Ohio Historical Society (maintenant l'Ohio History Connection) a signé un bail jusqu'en 2078 avec le country club. Le MBCC maintient, sécurise et ouvre le site pour un accès restreint du public. Certains citoyens pensent que le country club est une utilisation inappropriée du site sacré. Les travaux de terrassement suscitent un intérêt croissant du public. Les militants ont fait pression pour un accès plus public au site pour assister au lever de la lune, dont l'observation semble prévue dans la conception et la construction par les constructeurs autochtones.

## Ouvrages de Wright
Les ouvrages en terre de Wright se composent d'un fragment d'une enceinte carrée, géométriquement presque parfaite, et d'une partie d'un mur qui formait à l'origine un ensemble de remblais parallèles, qui menaient de l'enceinte à une grande cour ovale. Les côtés de la place Newark variaient autrefois d'environ 940 pieds (286,512 m) à 950 pieds (289,56 mètres) de longueur, englobant une superficie totale d'environ 20 acres (8,1 ha).
Une grande partie de l'enceinte carrée et de ses monticules associés a été détruite au cours du développement euro-américain du XIXe siècle, à cause des travaux liés à la construction du canal de l'Ohio, ainsi que des rues et des maisons de la ville de Newark. Le défrichage et la culture des champs pour l'agriculture ont également détruit une grande partie du monument. Le segment restant d'un mur de la place mesure moins de 200 pieds (60,96 m) de long.
Les ouvrages Wright sont ainsi nommés en l'honneur de Mme Frances Rees Wright, qui a fait don du site en 1934 à la Ohio Historical Society.

## Galerie
Les photos en couleur sont celles du Grand Cercle, situé à Heath.

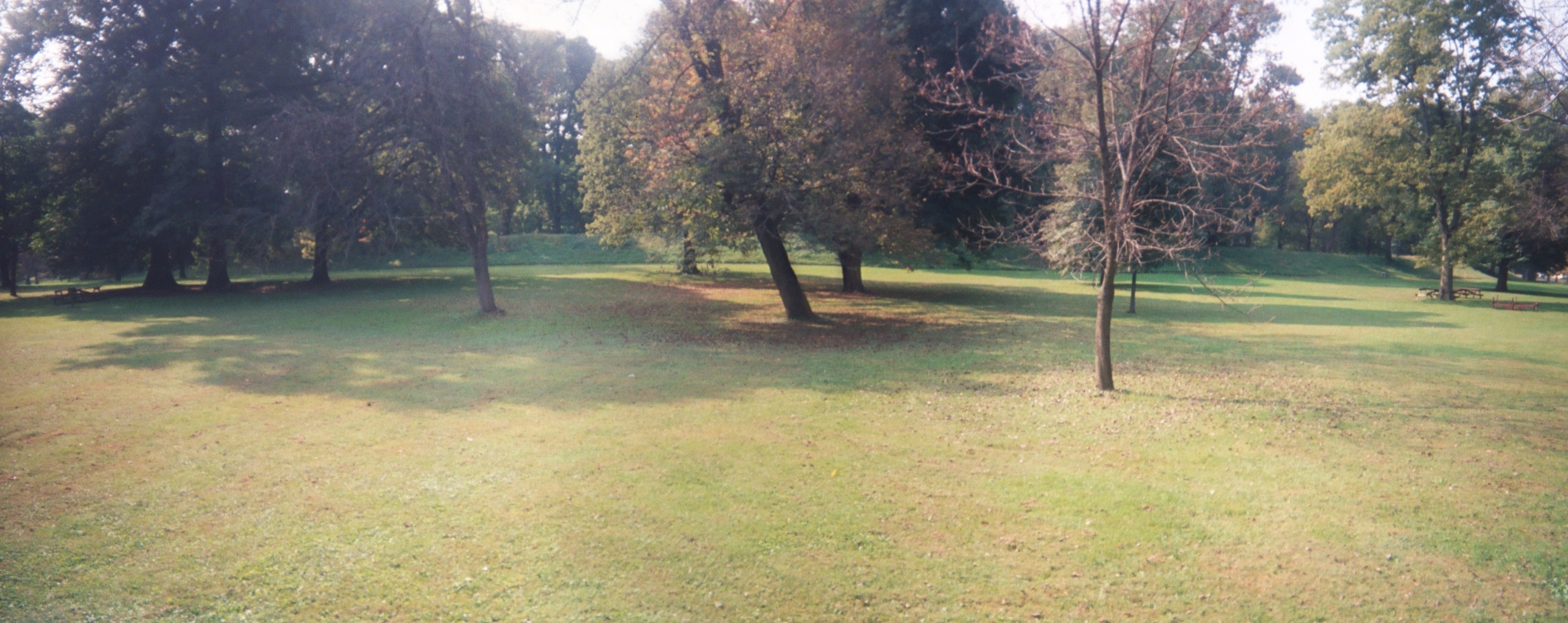
Vue panoramique depuis le Grand Cercle, avec son mur en arrière-plan.
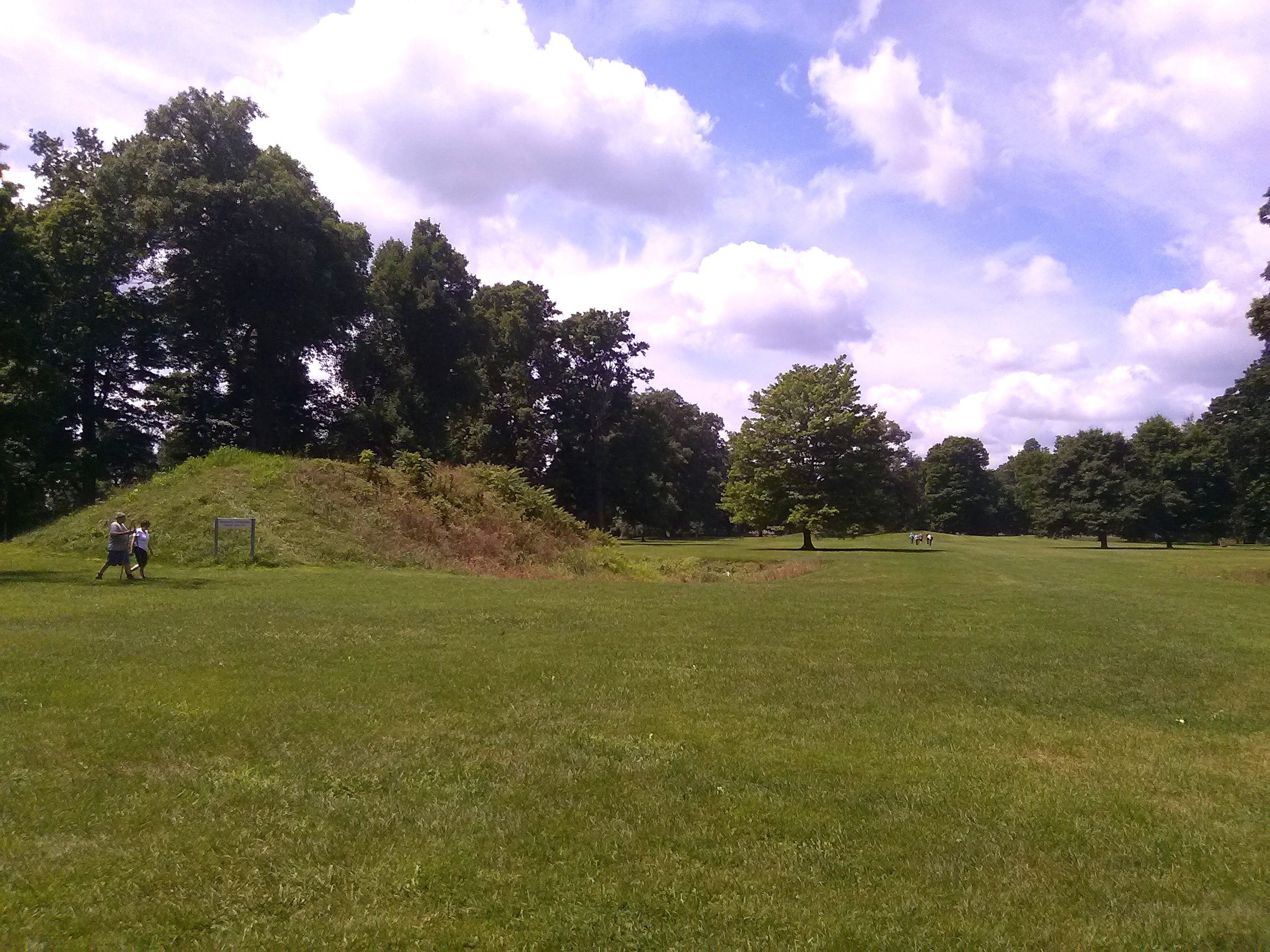
Le Grand Cercle au fond à gauche.

Les photos en noir et blanc montrent les ouvrages en terrassement de l'Octogone à Newark, prises depuis les airs dans les années 1980. Elles montrent l'alternance de pièges de sable et de greens de golf du Country club avec les parties subsistantes des anciens cerclers, des murs, du cercle de l'observatoire et de l'Octogone.

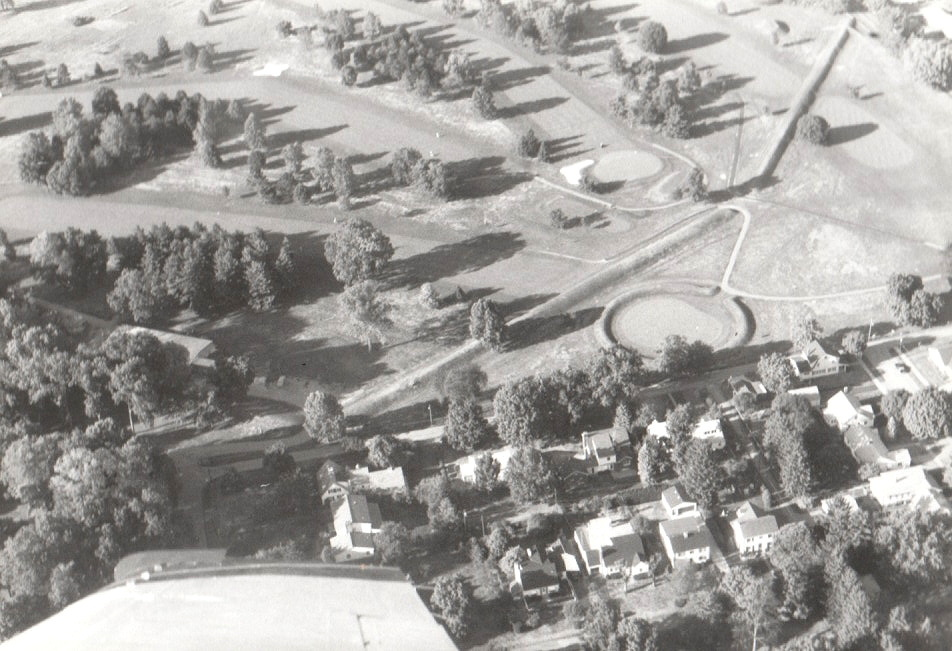
L'Octogone avec un ancien petit cercle fortifié.
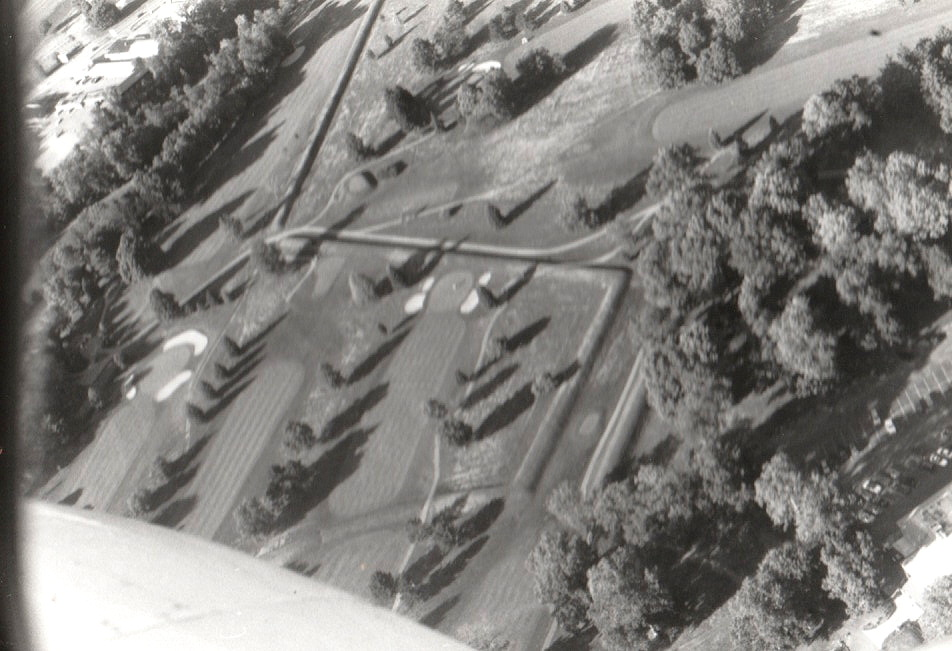
L'Octogone, murs de l'ancienne chaussée.
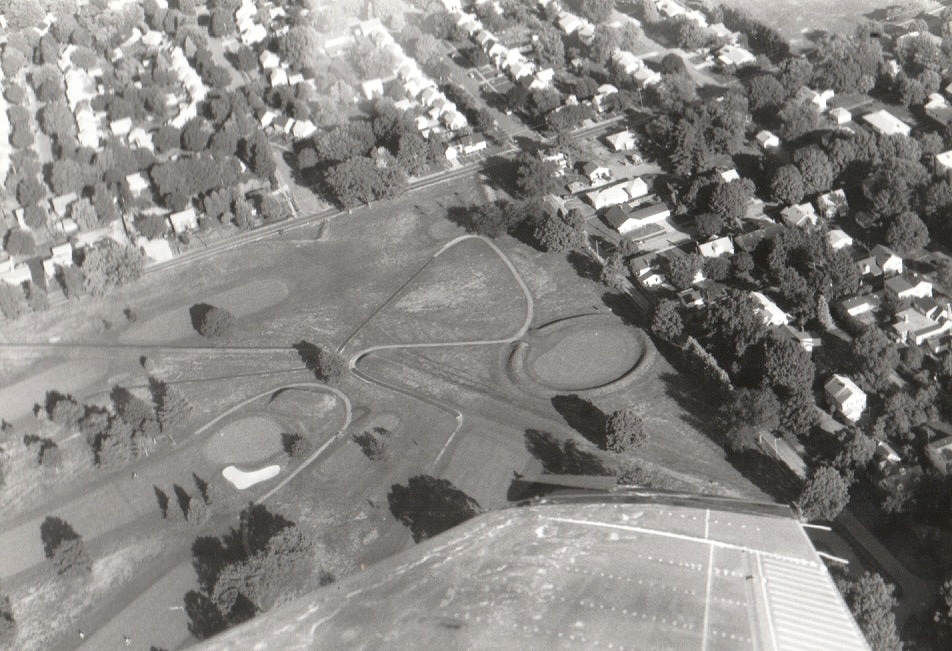
L'Octogone, petit cercle ancien et autres murs.
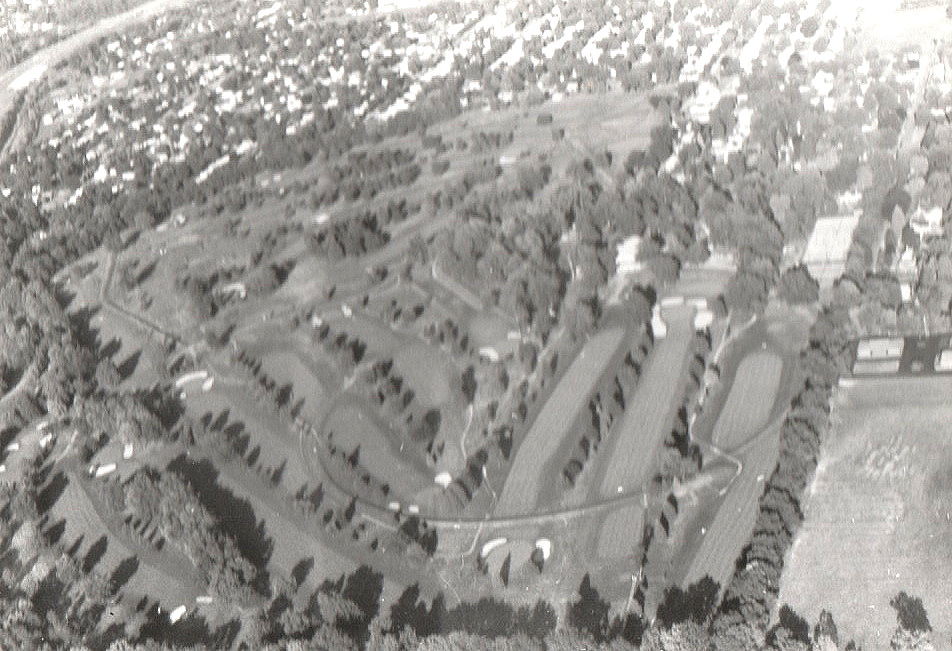
L'Octogone, avec le Cercle de l'observatoire en bas à droite, et une partie des murs droits de l'Octogone au centre gauche.
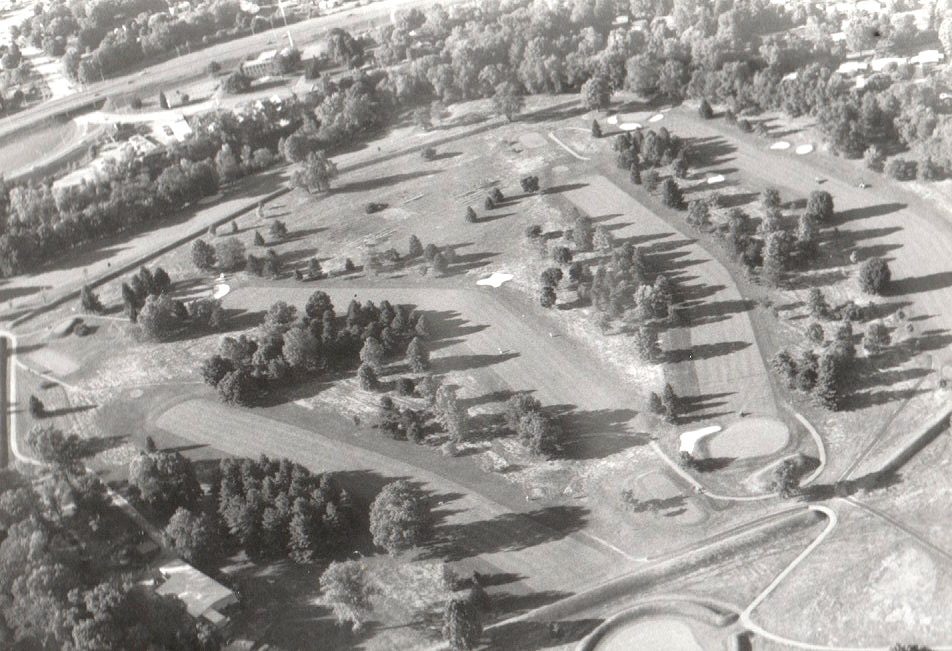
Ensemble de l'Octogone, vu d'avion.
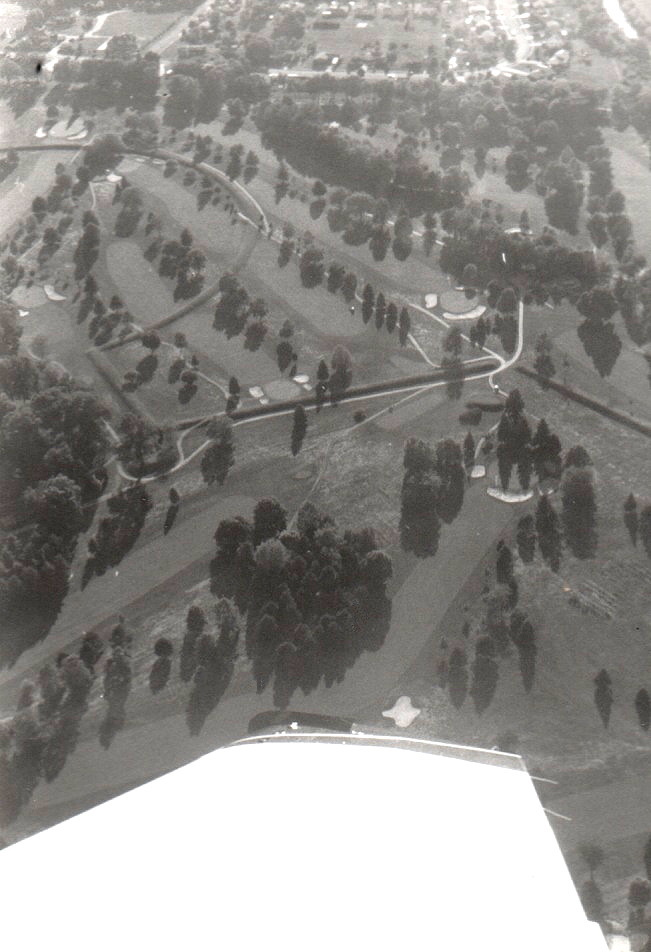
Ouvrages de l'Octogone.
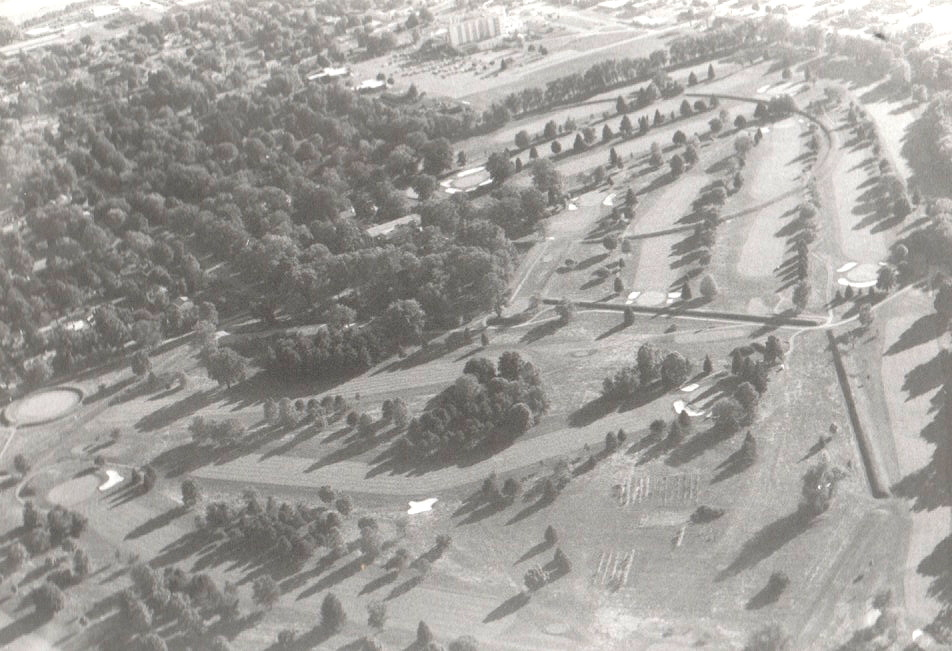
Le Cercle de l'observatoire en haut à droite, et une partie de l'octogone visible en dessous après une courte plateforme.
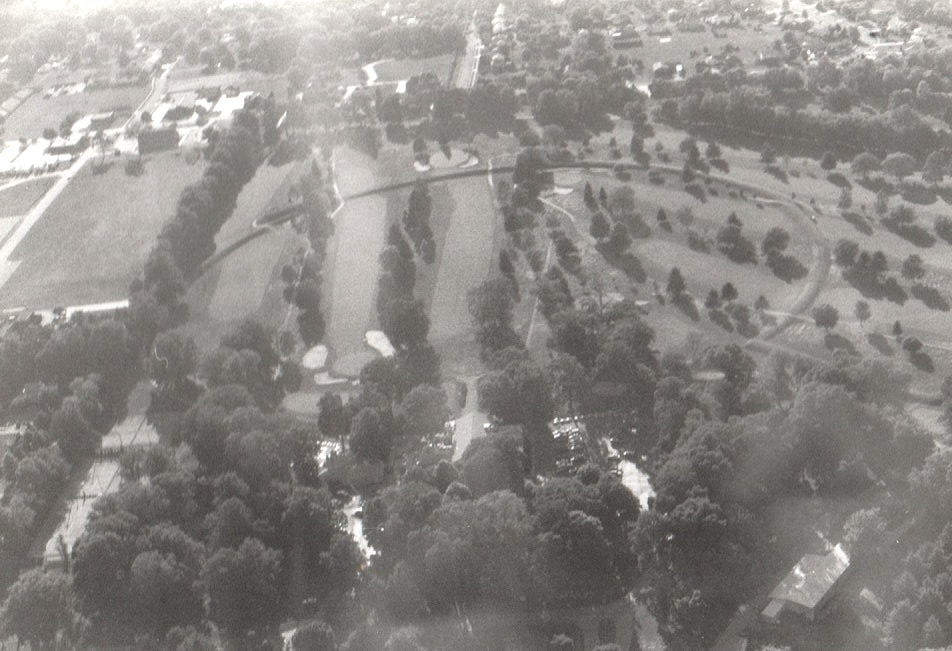
Terrassements de l'Octogone, murs du Cercle de l'observatoire.

## Sources
- (en) Cet article est partiellement ou en totalité issu de l’article de Wikipédia en anglais intitulé « Newark Earthworks » (voir la liste des auteurs).